# Hypsitropha euschema
Hypsitropha euschema är en fjärilsart som beskrevs av Turner 1926. Hypsitropha euschema ingår i släktet Hypsitropha och familjen mätare. Inga underarter finns listade i Catalogue of Life.